# Cerura timorensis
Cerura timorensis är en fjärilsart som beskrevs av Sergius G. Kiriakoff 1970. Cerura timorensis ingår i släktet Cerura och familjen tandspinnare. Inga underarter finns listade i Catalogue of Life.